# Henri Evers

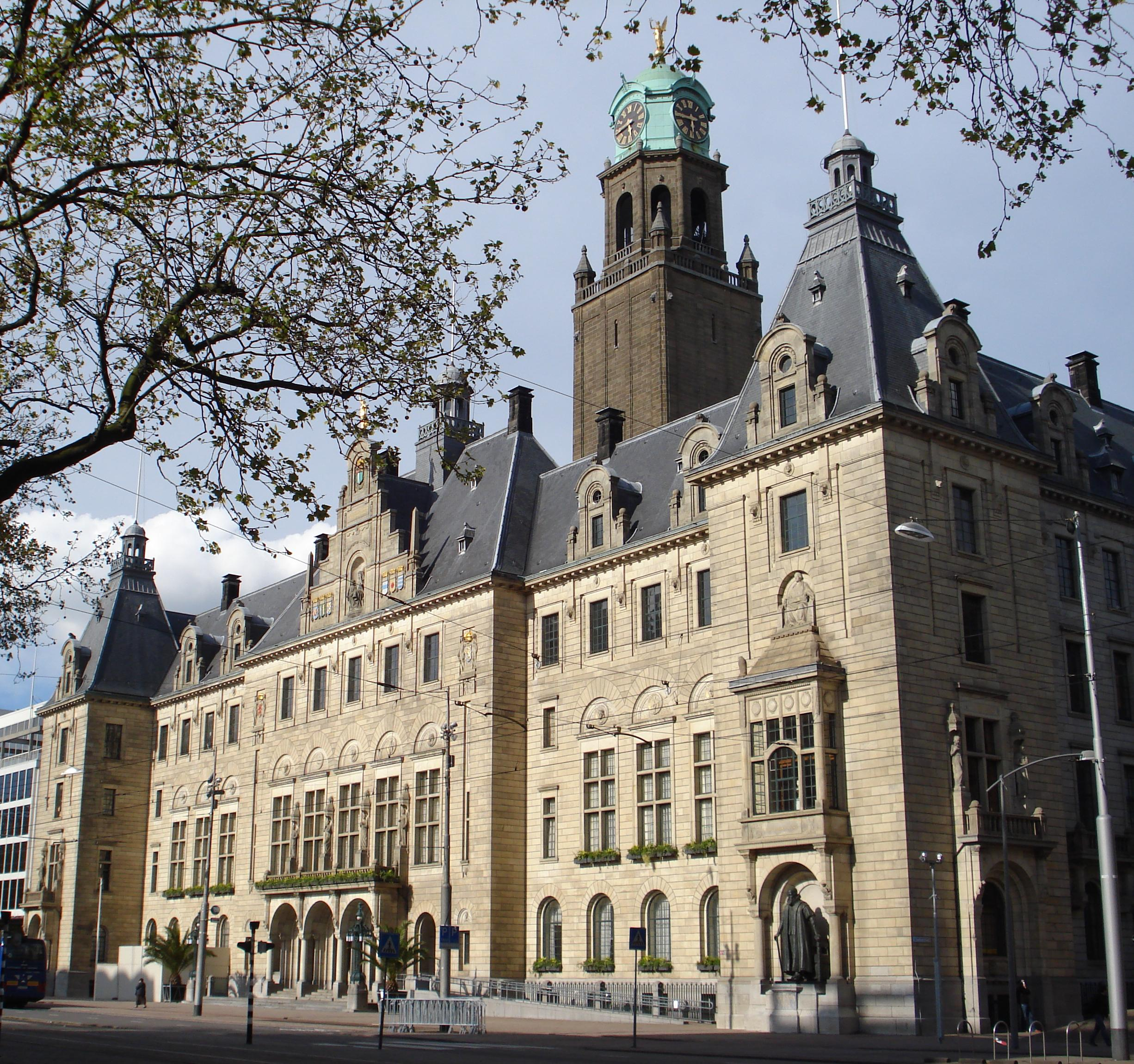
Stadhuis Rotterdam

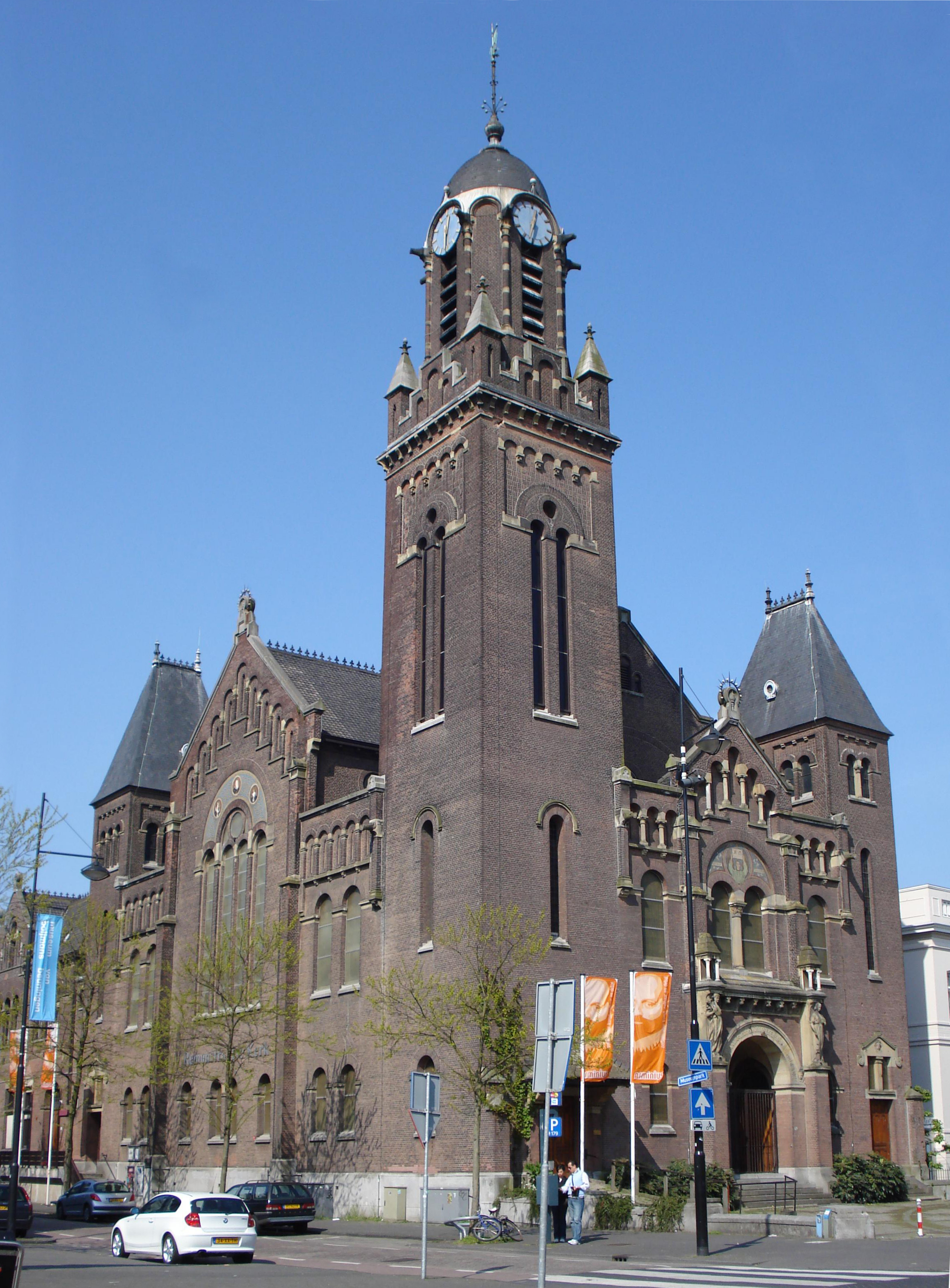
Remonstrantse Kerk aan de Westersingel

Hendrik Jorden (Henri) Evers (Ellecom, 24 november 1855 – Wassenaar, 1 november 1929) was een Nederlands architect en hoogleraar.

## Opleiding
Na de hbs bezocht Evers de Academie van Beeldende Kunsten in Den Haag en vervolgens de Koninklijke Academie van Schoone Kunsten te Antwerpen. Na zijn studie werkte Evers in Brussel, Wenen en Boedapest en keerde in 1885 terug naar Nederland en vestigde zich als architect in Amsterdam.
In 1887 werd Evers hoofd van de afdeling Bouwkunst van de Academie van Beeldende Kunsten en Technische Wetenschappen in Rotterdam. Van 1902 tot 1926 was Evers hoogleraar aan de Technische Hogeschool Delft. Tot zijn studenten behoorden de Rotterdamse architect Jo van den Broek en Jan van der Valk.

## Invloed
In de gebouwen die Evers als architect ontwierp zien we kenmerken van de beaux-arts, jugendstil en de ideeën van Berlage.
De invloed van Evers is vooral te danken aan de boeken die hij schreef, met name zijn hoofdwerk De architectuur in hare hoofdtijdperken gebaseerd op zijn hoorcolleges, en de energie die hij stak in zijn onderwijs. Zijn architectonische oeuvre omvat slechts zo'n 35 ontwerpen, waarvan er maar dertien werden uitgevoerd,
Van 1913 tot 1916 werkten de pas afgestudeerde architecten Bernard Bijvoet en Jan Duiker voor zijn bureau.

## Enkele ontwerpen
- de Remonstrantse Kerk aan de Westersingel (hoek Museumpark) in Rotterdam, nu het debat- en evenementencentrum Arminius
- de kerk van de Vrijzinnige Geloofsgemeenschap NPB aan de Westvest in Schiedam (1909)
- het Calandmonument voor Pieter Caland aan de Veerkade in Rotterdam (1907), met bronzen beelden door Arend Odé
- recreatiegebouw De Lindenhof in het Agnetapark te Delft (1913-1914)
- het stadhuis van Rotterdam (1914-1920).
- de Wilhelminafontein op het Burgemeester Hoffmanplein op het Noordereiland in Rotterdam

In 1899 diende hij een plan in voor de synagoge in Boedapest-Lipótváros, Hongarije. (De synagoge werd uiteindelijk niet gebouwd.) 

## Publicaties (selectie)
- Henri Evers, De architectuur in hare hoofdtijdperken, twee delen, Groningen-Amsterdam, 1905-1911, deel I met 472 pagina's en 409 afbeeldingen, deel II met 658 pagina's en 554 afbeeldingen